# Дубовий Олексій Мусійович
Дубовий Олексій Мусійович (2 травня 1933 , Погибляк, Лисянський район, Київська область, Українська СРР, СРСР  — 8 жовтня 2004 , Черкаси, Черкаська область, Україна ) — український історик та краєзнавець, почесний член Всеукраїнської спілки краєзнавців, Лауреат Державної премії ім. Т. Г. Шевченка, Лауреат премії ім. В. Б. Антоновича,

## Біографія
Народився 2 травня 1933 року в селі Погибляк, тепер Лисянський район, Черкаська область, Україна.
Працював у селі завідувачем бібліотеки, головою сільради. 1958 року закінчив Полтавський педагогічний інститут, очолював Лисянський райком комсомолу.
В 1976-94 роках — заступник голови Черкаського обласного виконавчого комітету, заступником голови обласної державної адміністрації.
Лауреат Шевченківської премії 1987 — разом з Л. Кондратовським, М. Собчуком, С. Фурсенком, О. Стеценко — за здійснення проектування і звершення нової експозиції обласного історико-краєзнавчого музею у Черкасах.
В часі створення обласного краєзнавчого музею був керівником будівництва, рівночасно надавав практичну допомогу як науковий консультант в питаннях формування функційно-планувальної та тематичної структури музею.
Консультував створення об'єктів культури Черкащини: Чигиринський — на Замковій горі, і Суботівський туристичні комплекси, скульптурну композицію п'ятисотенному руху в селі Старосілля, Пагорба Слави в Черкасах — разом з архітектором Олександром С. Ренькасом, пам'ятників Т. Шевченку в Умані і Звенигородці, меморіального комплексу на честь Корсунь-Шевченківської битви, приклався до створення багатьох музеїв області.
З 1994 року є головою обласної організації Товариства охорони пам'яток культури.
Помер 8 жовтня 2004 року в Черкасах.

## Нагороди
Нагороджений трьома орденами Трудового Червоного Прапора, орденом «Знак Пошани» та медалями.